# Enganyapastors de Puerto Rico
L'enganyapastors de Puerto Rico (Antrostomus noctitherus) és una espècie d'ocell de la família dels caprimúlgids (Caprimulgidae) que habita boscos àrids del sud-oest de Puerto Rico.